# Vallécule

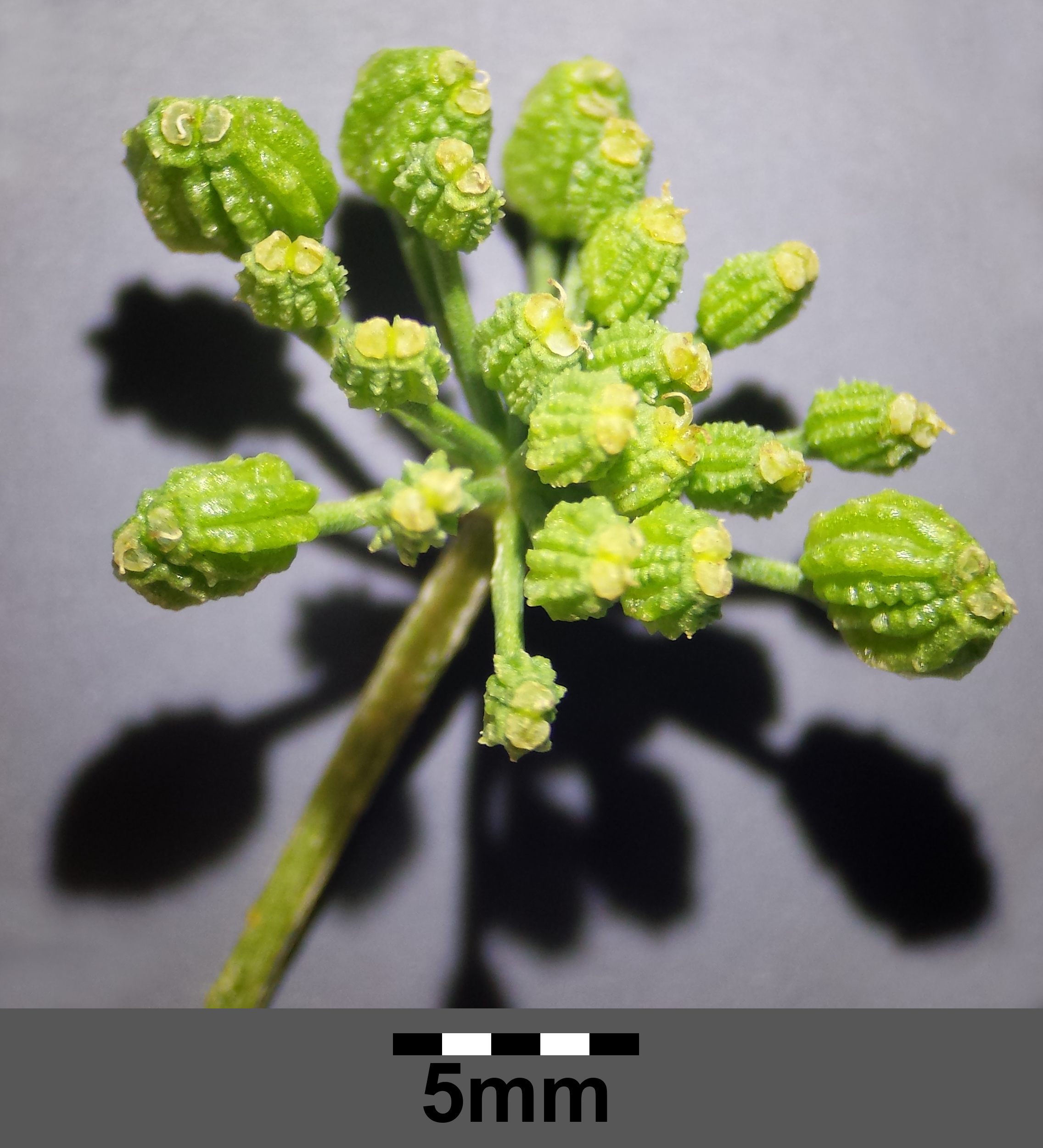
Fruits immatures de Grande Cigüe (Conium maculatum), présentant des irrégularités formées des côtes et des vallécules.

En botanique, les vallécules sont des parties creuses et allongées alternant avec les côtes du fruits de plantes de la famille des Apiacées (Ombellifères).

## Galerie

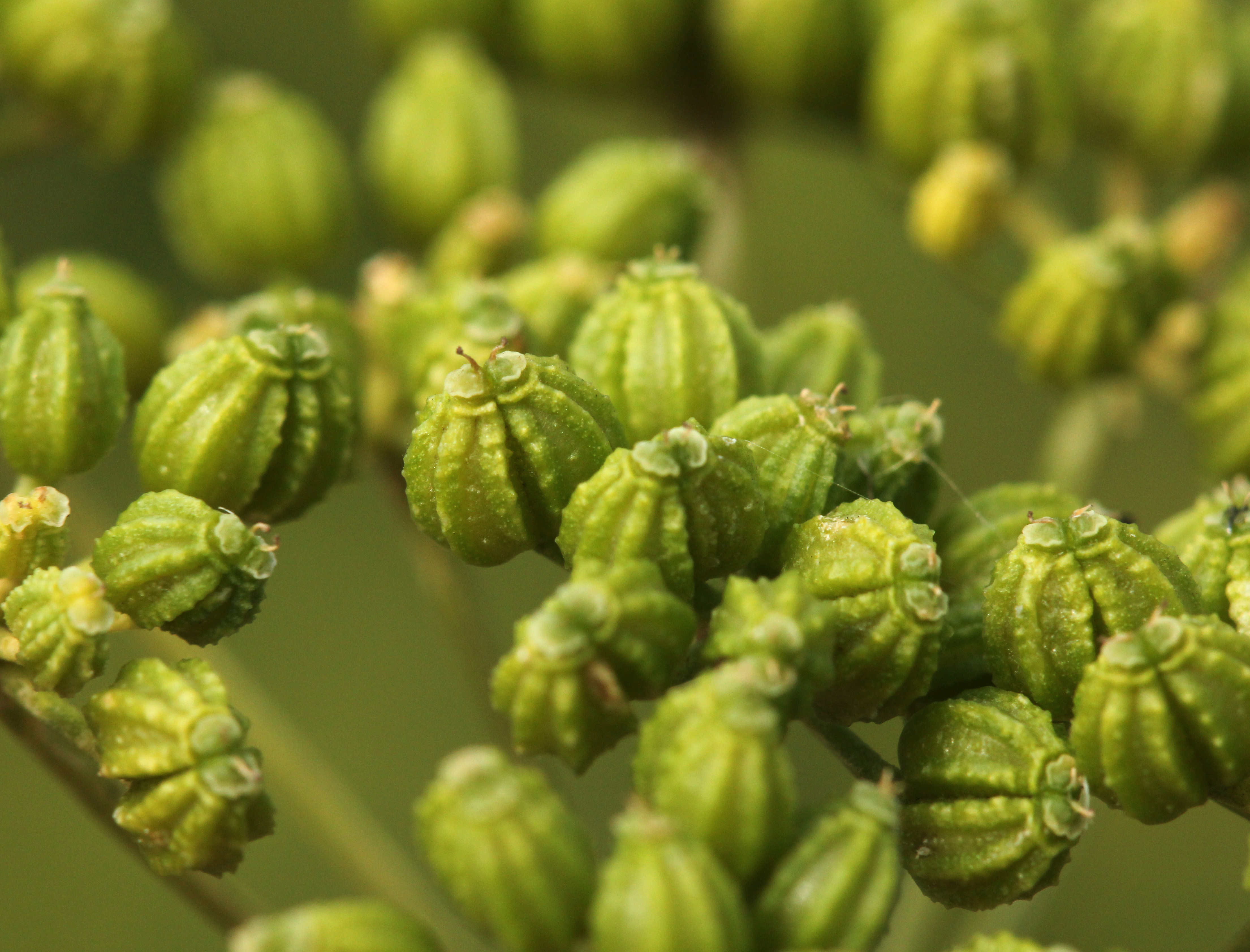
Fruits de Grande Cigüe (Conium maculatum).
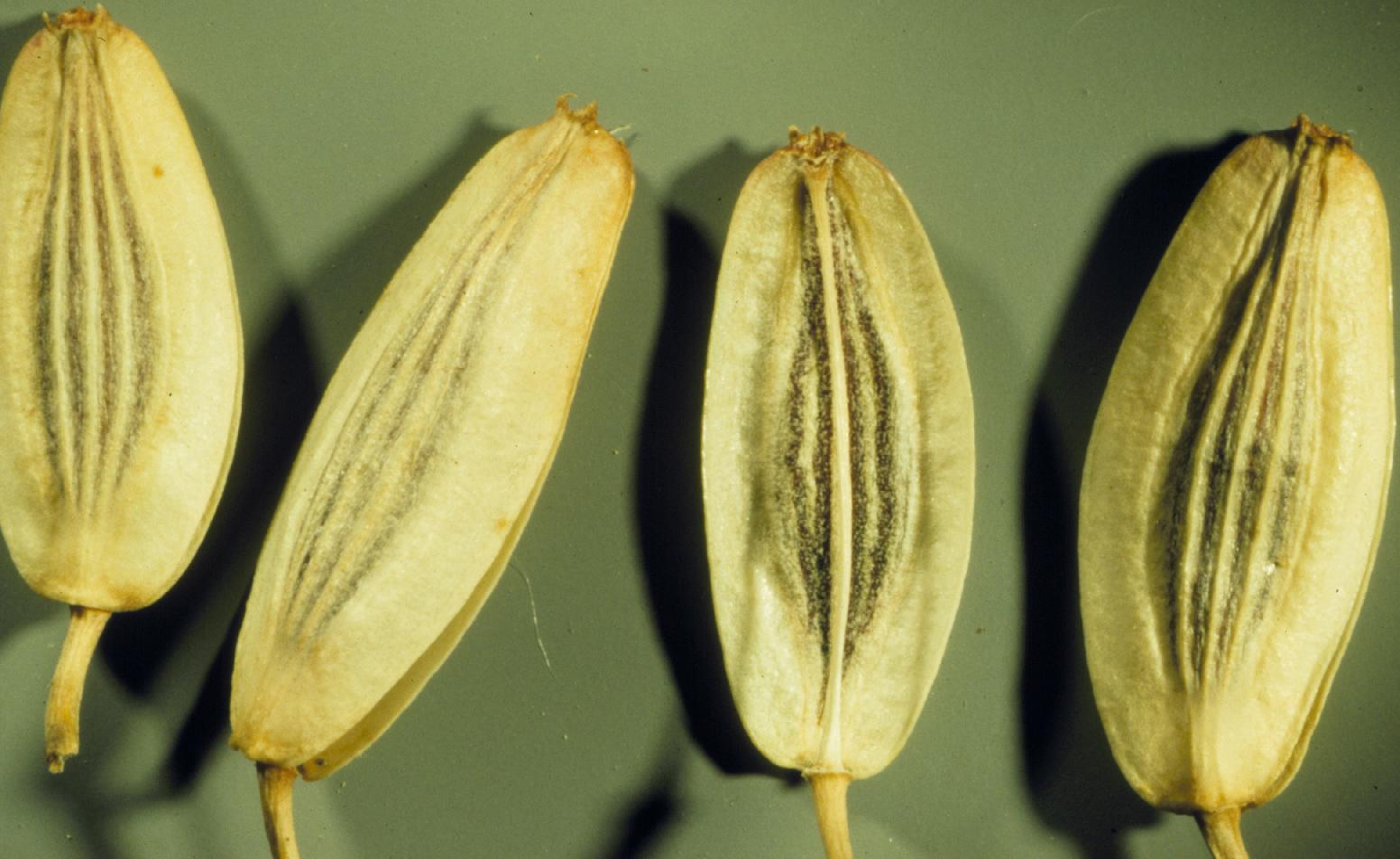
Fruits de Lomatium à gros fruits (Lomatium macrocarpum).
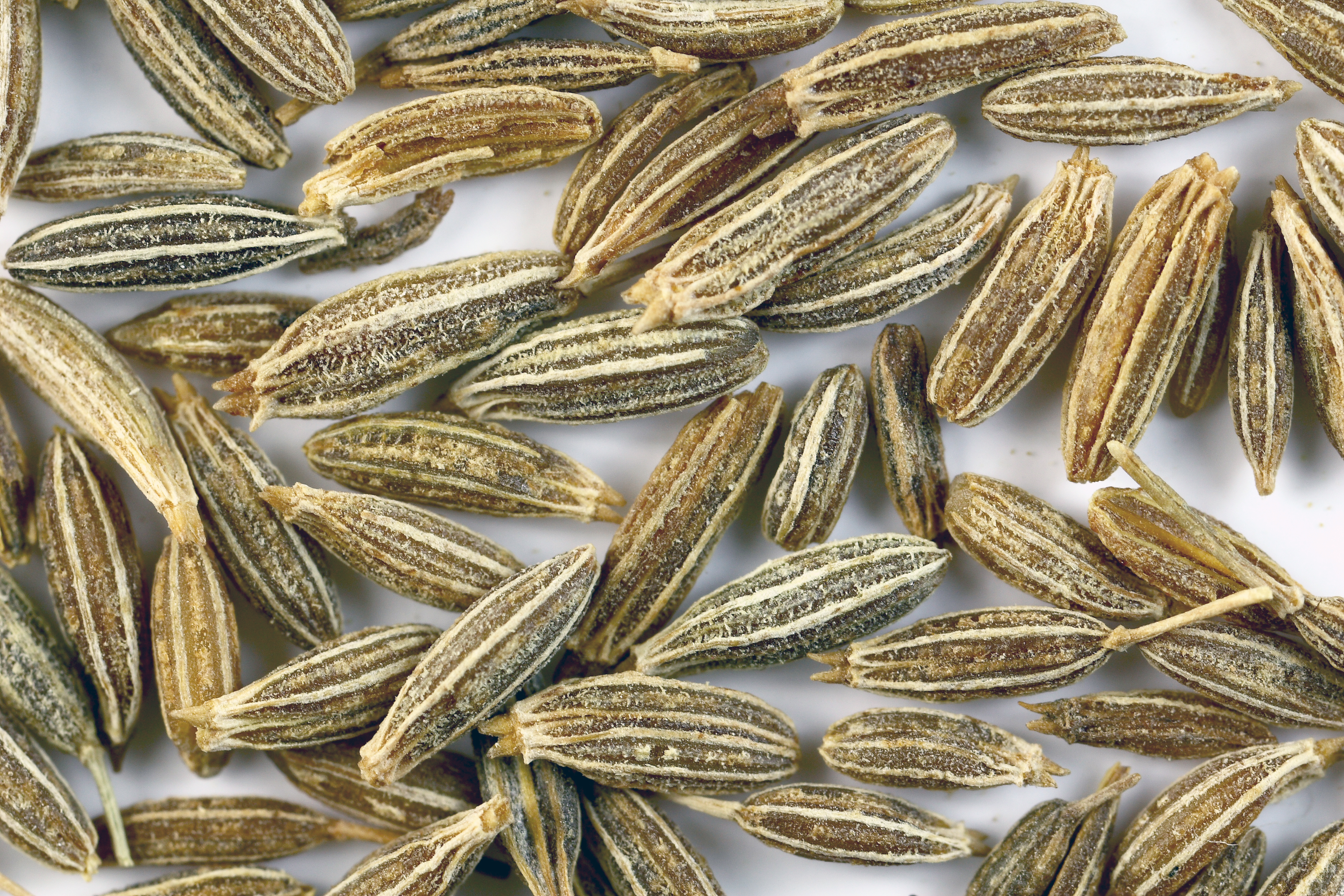
Fruits de Cumin (Cuminum cyminum).
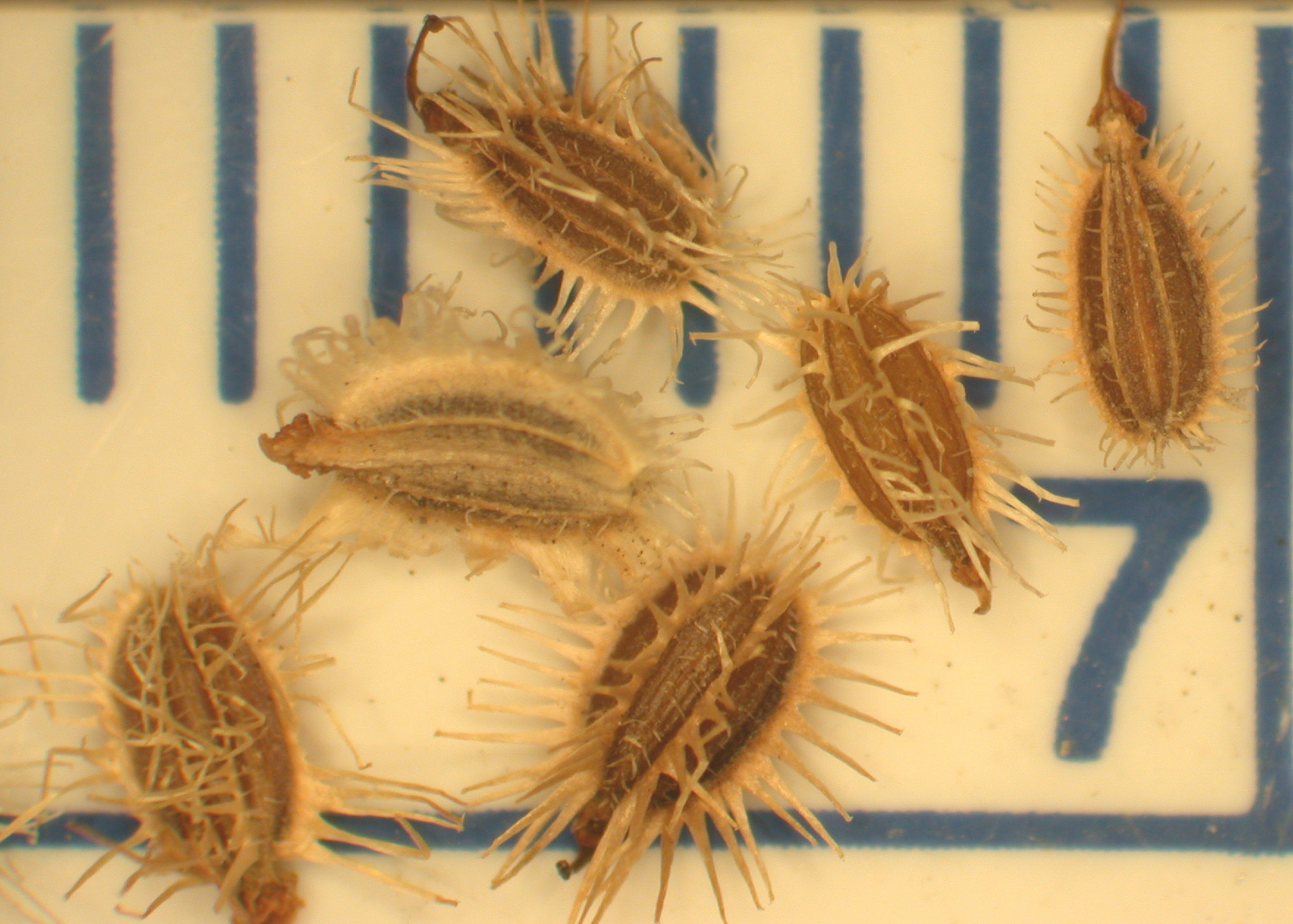
Fruits de Carotte (Daucus carota).
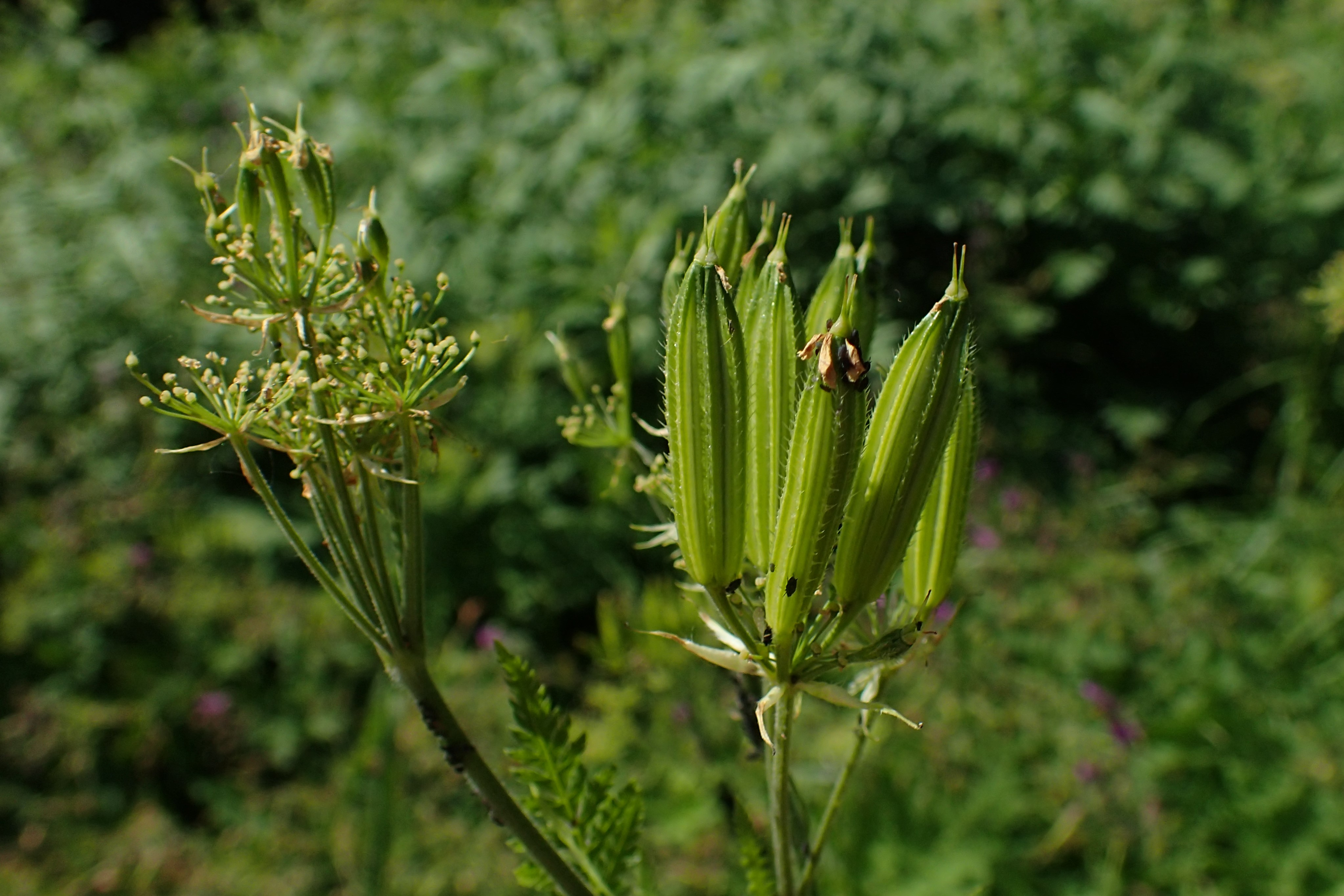
Fruits de Cerfeuil musqué (Myrrhis odorata).